# Virus de telefonía móvil
A medida que el mercado y consumo de telefonía móvil ha ido creciendo de una manera desorbitada, también ha aumentado la vulnerabilidad de sus sistemas operativos contra ataques informáticos en forma de virus u otro software de tipo malware.
Los virus informáticos pueden estar sujetos archivos del tipo apk y aplicaciones nativas de Android. También se pueden transferir a través de enlaces de publicidad engañosos. 
Las imágenes, música y los formatos de vídeo mp4, mkv, etc. están libres de software malicioso.

## Tipología
Hasta la fecha se conocen solo dos tipos de virus para este tipo de dispositivos, clasificados en función de su vía de transmisión a la hora de infectar una terminal:
- Gusano: suelen transmitirse a través de mensajes SMS o MMS, y no requieren interacción del usuario para ser ejecutados. Su principal objetivo es reproducirse y transmitirse a otros aparatos, por lo que pueden copiarse infinitas veces hasta colapsar el propio sistema operativo del terminal e infectar a tantas terminales como disponga a su alcance. También pueden contener instrucciones dañinas.
- Troyano: suelen presentarse en formato de archivos ejecutables o aplicaciones descargadas en el dispositivo, aparentemente inofensivas y atractivas al usuario para ser ejecutadas por este. Al activarse, la parte de software malicioso arranca y puede generar numerosos daños, desde la infección e inutilización de otras aplicaciones del propio teléfono dejándolo inutilizable, hasta la usurpación de datos (spyware) sincronizándose con agendas, cuentas de correo, notas y cualquier otra fuente de información para luego ser enviados a un servidor remoto. En este caso, la interacción del usuario es imprescindible para la activación del virus.

## Historia
El primer caso de virus móvil se detectó en junio de 2004, cuando se descubrió que una compañía llamada Ojam había diseñado un virus troyano anti-piratería en las versiones anteriores de su juego para teléfonos móviles llamado Mosquito. Este virus envía mensajes de texto SMS a la empresa sin el conocimiento del usuario. Debido a su ilegalidad, el virus fue eliminado en las versiones más recientes del juego, pese a que todavía existe en versiones más antiguas sin licencia, que se pueden encontrar en las redes de intercambio de archivos y sitios de descarga gratuita de software web.
En julio de 2004, aficionados a los ordenadores liberaron un virus a modo de prueba llamado Cabir, que acortaba la vida útil de la batería del dispositivo móvil que la gastaba rastreando móviles cercanos, pues se transmitía a través de redes inalámbricas Bluetooth.
En marzo de 2005 se informó de que un Gusano informático denominado Commwarrior-A estuvo infectando teléfonos móviles con el sistema operativo Symbian de la serie 60. Este gusano se transmite a través de mensajes multimedia del teléfono (MMS), enviándose copias de sí mismo a los propietarios de teléfonos con las mismas características de sistema operativo, usurpando los datos de la libreta de direcciones de la terminal infectada. Aunque este gusano no es considerado como peligroso, los expertos coinciden en que fue el principio de una nueva era donde los ataques informáticos en telefonía móvil sería algo más común.
En agosto de 2010, Kaspersky Lab advirtió de la existencia del primer programa malicioso llamado Trojan-SMS.AdriodOS.FakePlayer.a, detectado en smartphones con sistema operativo Android de Google, y que ya ha infectado a un gran número de dispositivos móviles. Su conducta es enviar mensajes de texto SMS a números de coste adicional sin el consentimiento del usuario, que tarde o temprano descubrirá su existencia al comprobar los enormes gastos reflejados en las facturas.
Por todos estos motivos, las compañías de desarrollo de sistemas operativos para telefonía móvil, como Google, Microsoft o Apple, recomiendan descargar datos únicamente desde sitios oficiales y de confianza.
Entre 2005 y 2010 se detectaron unos 1200 tipos de ataque de malware a través de dispositivos móviles. En los últimos meses, el desarrollo de malware en móviles ha crecido en un 1400% y se conocen aproximadamente 130000 códigos maliciosos destinados a atacar dichos terminales.
Aunque es común pensar que el sistema operativo con mayor riesgo de infección debería ser Android por su característica metodología de código abierto y popularidad entre usuarios, no es menos cierto que al tener un activo soporte de la Linux Foundation y la comunidad, sumado a reglas estrictas de seguridad impuestas por Google, un móvil sin acceso root y que descarga aplicaciones solo de Google Play no debería sufrir ningún tipo de ataque. iOS se proclama como el sistema operativo menos infectado, debido a su entorno totalmente cerrado.
Actualmente diversas compañías desarrolladoras de software antivirus como Trend Micro, AVG, Avast!, Kaspersky Lab o Softwin trabajan en adaptar sus programas a los diversos sistemas operativos móviles de mayor riesgo, mientras que las compañías desarrolladoras de los propios sistemas operativos intentan frenar la propagación de dichas infecciones, a través de un control de contenido y calidad del software ofrecido a través de sus portales oficiales de distribución de aplicaciones, como pueden ser Google Play o App Store.

## Notables virus para móviles
- Cabir: Infecta a los teléfonos inteligentes que funcionan con el sistema operativo Symbian. Cuando un teléfono está infectado, el mensaje “Caribe” se muestra en la pantalla del teléfono y aparece cada vez que este se enciende. El gusano intenta propagarse a otras terminales a través de señales inalámbricas Bluetooth.
- Commwarrior: conocido como el primer gusano capaz de propagarse entre dispositivos mediante mensajes MMS, tanto por 3G como por Bluetooth. Solo afecta a dispositivos que trabajan con el sistema operativo Symbian OS Series 60. Una vez ejecutado el gusano, este se propaga mediante la cobertura Bluetooth a otros dispositivos cercanos (un radio aproximado de 16 metros) enviando datos infectados con nombres aleatorios.
- Android.Xiny: Se trata de virus que se propaga por imágenes y páginas infectadas: se trata de un fragmento de código troyano. Una vez en el teléfono, el virus elimina algunas aplicaciones del sistema, además de poder tomar información de todas las aplicaciones del teléfono, incluyendo la recepción y envió de SMS y MMS.
- Borrarlo es realmente complicado porque conlleva un formateo al completo del terminal sin posibilidad de guardar una copia de seguridad, por lo que recomendamos que guardes tus datos en aplicaciones de terceros antes del restablecimiento. Y es que el único método que parece válido y se recomienda para erradicarlo es el formateo.